# Synasellus minutus
Synasellus minutus là một loài chân đều trong họ Asellidae. Loài này được Braga miêu tả khoa học năm 1967.